# محمد بن عیسی
محمد بن عیسی (عربی: محمد بن عیسی؛ زادهٔ ۳ ژانویهٔ ۱۹۳۷ – درگذشتهٔ ۲۸ فوریه ۲۰۲۵) یک سیاست‌مدار، و دیپلمات اهل مراکش بود. وی از آوریل ۱۹۹۹ تا ۱۵ اکتبر ۲۰۰۷ وزیر امور خارجه این کشور بود.
محمد بن عیسی در ۲۸ فوریه ۲۰۲۵، در سن ۸۸ سالگی درگذشت.